# Winthrop M. Crane
Winthrop Murray Crane, född 23 april 1853 i Dalton, Massachusetts, död 2 oktober 1920 i Dalton, Massachusetts, var en amerikansk republikansk politiker. Han var guvernör i Massachusetts 1900–1903 och ledamot av USA:s senat 1904–1913.
Crane gifte sig 1880 med Mary Benner. Mary avled 1884 när hon födde parets enda barn, sonen Winthrop. Han gifte om sig 1906 med Josephine Porter Boardman. Han fick tre barn i andra äktenskapet: Stephen, Bruce och Louise.
Crane efterträdde 1897 Roger Wolcott som viceguvernör och efterträddes 1900 av John L. Bates. Därefter efterträdde han Wolcott som guvernör och efterträddes 1903 även i guvernörsämbetet av Bates. Senator George Frisbie Hoar avled 1904 i ämbetet och efterträddes av Crane. Han efterträddes sedan år 1913 som senator av John W. Weeks. Crane avled 1920 och gravsattes på Dalton Cemetery i Dalton i Massachusetts.